# 1849 في المملكة المتحدة
فيما يلي قوائم الأحداث التي وقعت خلال عام 1849 في المملكة المتحدة.

## ظهور
- 1 يناير – ديفيد كوبرفيلد كتاب من تأليف تشارلز ديكنز.
- 1 يناير – شيرلي رواية من تأليف شارلوت برونتي.

## كتب
من الكتب التي صدرت هذه السنة في المملكة المتحدة:
- 1 يناير – عدو الإيمان من تأليف جيمس أنتوني فرود.

## مواليد

### يناير
- 9 يناير – جون هارتلي

### أبريل
- 29 أبريل – وليام مارشال لاعب كرة مضرب من المملكة المتحدة.[1]

### مايو
- 10 مايو – مارثا تابرام

### يوليو
- 5 يوليو – وليام توماس ستيد صحفي بريطاني.[2]
- 11 يوليو – نيكولاس إدوارد براون عالم نبات بريطاني.[3]
- 27 يوليو – جون هوبكنسون[4]

### سبتمبر
- 12 سبتمبر – ألفونسو كارلوس دي بوربون وإستي[5]
- 21 سبتمبر – جياكومو دي مارتينو سياسي إيطالي.

### أكتوبر
- 11 أكتوبر – وليام نوكس دارسي رجل أعمال من المملكة المتحدة.[6]

### نوفمبر
- 24 نوفمبر – فرانسيس هودسون برنيت[7]
- 29 نوفمبر – جون أمبروز فلمنج[8]
- 29 نوفمبر – هوراس لامب

## وفيات

### مارس
- 10 مارس – جورج غاردنر (مواليد 1812)

### مايو
- 28 مايو – آن برونتي (مواليد 1820)[9]

### نوفمبر
- 13 نوفمبر – وليام إيتي (مواليد 1787) رسام بريطاني.[10]